# RPR

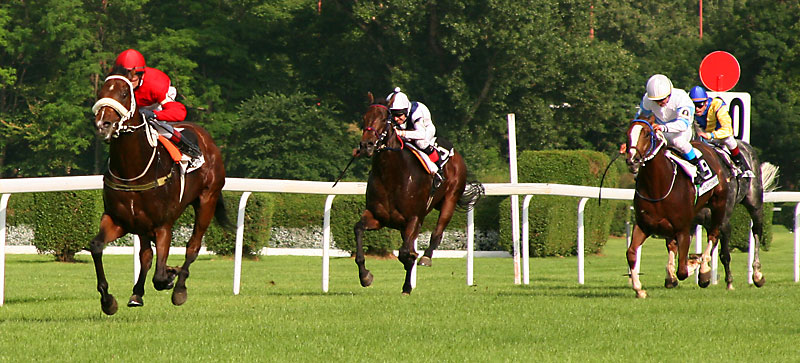
Overdose-futam

Az RPR a Racing Post Rate rövidítése. A  Racing Post Rating, Európa legtekintélyesebb lóverseny médiájának, a brit Racing Postnak, a ló teljesítményére vonatkozó mérőszáma, amit a versenyek után számolnak ki a lovaknak. Ez a szám versenyenként változik, ellentétben a Timeform számmal, ami a ló addig elért legnagyobb teljesítményét jelöli. A nemzetközi lóversenyzés legelfogadottabb összehasonlító száma a Timeform bizottság által megállapított szám. Ezt a sorrendet tekintik hitelesnek, hasonlít a sakkozóknál használt Élő-pontszámhoz.
A lovak rangsorolásával eldönthetik, hogy melyik ló melyik ellen fusson, ezáltal még izgalmasabbá teszik a versenyt. Ennek a rangsornak az ismerete fontos a fogadások során az esélylatolgatás szempontjából. A fogadás adója a BHB Angol Lóversenyért Felelős Bizottsághoz kerül.

## A rangsorolás fajtái

### Racing Post besorolás
A Racing Post besorolást egy erre a célra életre hívott csapat határozza meg, és az összehasonlításon alapszik. Ez alatt azt kell érteni, hogy például, ha az A ló megveri a B lovat, aki ugyanakkora súlyt vitt, akkor magasabb pontokat kap. A pontokat fontban fejezik ki, (1 font=453,6 gramm), tehát ha egy lovat 140-re értékelnek, az azt jelenti, hogy 10 fonttal (10x453,6=4536 grammal) jobb, mint az, amelyik 130-as pontszámot kap. Van egy másik elfogadott arány, amellyel a súlyokat távolságra váltják, ahol 3 font= 1 hossz 5 láb felett (30,48 cm) és 1 font= 1 hossz 2 méteren és azon túl.

### Hivatalos BHB besorolás
A hivatalos besorolás ugyanazokon a szabályokon alapszik, mint a Racing Posté, de olyan csapat állítja össze, mely a BHB-nek dolgozik. Ez az összehasonlítás azt a célt szolgálja, hogy megállapítsák azt a többletsúlyt, amit egy-egy lónak viselnie kell a hendikepekben. Az RPR-rel szemben a BHB besorolása azt mutatja meg, hogy milyen pontozású a ló a versenybe menet, és nem azt az eredményt, amit a versenyben elért.

### Csúcssebesség szerinti besorolás
A csúcssebesség szerinti rangsorolást a futamok időeredményei alapján állapítják meg, tehát azok a lovak, amelyek jobb időt futnak, magasabb pontot kapnak. A rangsorolást ebben az esetben is súlyban fejezik ki, mint az RPR esetében, és úgy igyekeznek azt megállapítani, hogy figyelembe vegyék az eltérő környezeti hatásokat - az időjárást vagy a talaj minőségét.
Egy-egy lóra történő fogadás előtt dönteni kell abban, hogy a ló legutóbbi vagy következő futásakor érvényes rangsorolást vesszük figyelembe; azaz el kell dönteni, hogy ugyanolyan besorolást fut-e mint legutóbb.